# Amargarh
Amargarh (em panjabi:  ਅਮਰਗੜ੍ਹ) é uma aldeia no distrito de Shaheed Bhagat Singh Nagar do estado de Punjab, na Índia. Ela fica a 11 quilômetros de Rahon e a 95 quilômetros da capital do estado Chandigarh. O vilarejo é administrado por um sarpanch, um representante eleito pelo povo que simboliza os assuntos da aldeia.

## Demografia
Em 2011, Amargarh tinha um número total de 293 casas e população de 1451, dos quais 740 são homens 711 são mulheres, de acordo com o relatório publicado pelo Censo Indiano de 2011. A taxa de alfabetização de Amargarh é 78.36%, superior à média do estado de 75.84%. A população de crianças menores de 6 anos é de 134, que simboliza 9.24% da população total de Amargarh.
Quase metade da população do vilarejo é de casta registrada, constituindo uma parcela 46.86% da população total. A vila não registra nenhuma população de tribo registrada.
Conforme o relatório publicado pelo censo indiano de 2011, 432 pessoas estavam envolvidas em atividades de trabalho, do total da população de Amargarh, sendo destes 408 homens e 24 mulheres. De acordo com o relatório de vistoria de 2011, 98.15% dos trabalhadores descrevem o seu trabalho como trabalho oficial e 1,85% dos trabalhadores estão envolvidos em atividades marginais/ilegais que proveriam subsistência por menos de 6 meses.

## Ensino
A vila tem uma escola primária Punjabi, fundada em 1977. As escolas oferecem refeição ao meio-dia, preparada na escola, de acordo com o projeto indiano de almoços escolares. A escola oferece educação gratuita para crianças entre as idades de 6 e 14.

### Faculdades
o Instituto Industrial de Formação para mulheres (ITI Nawanshahr) fica a 14 quilômetros de distância da aldeia; as faculdades mais próximas são Amardeep Singh Shergill Memorial college Mukandpur, Faculdade de Engenharia KC e Faculdade Nacional Sikh de Banga.

## Transporte
Kariha e Nawanshahr são as estações de trem mais próximas, mas o terminal ferroviário de Garshankar fica a 17 quilômetros de distância do vilarejo. O aeroporto doméstico mais próximo é o de Sahnewal, localizado na cidade de Ludhiana, a 58 quilômetros de distância; o aeroporto internacional mais próximo fica em Chandigarh, e o segundo mais próximo, o Aeroporto Internacional Sri Guru Ram Dass Jee, a 151 quilômetros de distância, fica em Amritsar.